# Roy Mustang
Roy Mustang (ロイ・マスタング?, Roi Masutangu) è un personaggio immaginario ideato da Hiromu Arakawa e uno dei personaggi principali della serie manga e anime Fullmetal Alchemist. È un Alchimista di Stato dell'esercito di Amestris e il diretto superiore del protagonista della serie, Edward Elric. Mustang è noto anche con il suo soprannome di Alchimista di Fuoco (焔の錬金術師?, Honō no Renkinjutsushi) grazie alla sua capacità di generare fiamme attraverso l'alchimia e aspira a divenire il prossimo leader di Amestris. Nonostante questa ambizione, con il proseguire della serie, Mustang decide di rovesciare il governo militare dopo che il suo miglior amico, Maes Hughes, viene assassinato dagli homunculus, che controllano gli alti ranghi dell'esercito.
Sin dalla sua prima apparizione, il personaggio di Mustang è stato molto apprezzato dai lettori, classificandosi al secondo posto nella lista dei personaggi più popolari. È stato inoltre ben accolto anche dalla critica, che ha apprezzato il suo sviluppo nel corso della serie.

## Concezione e sviluppo

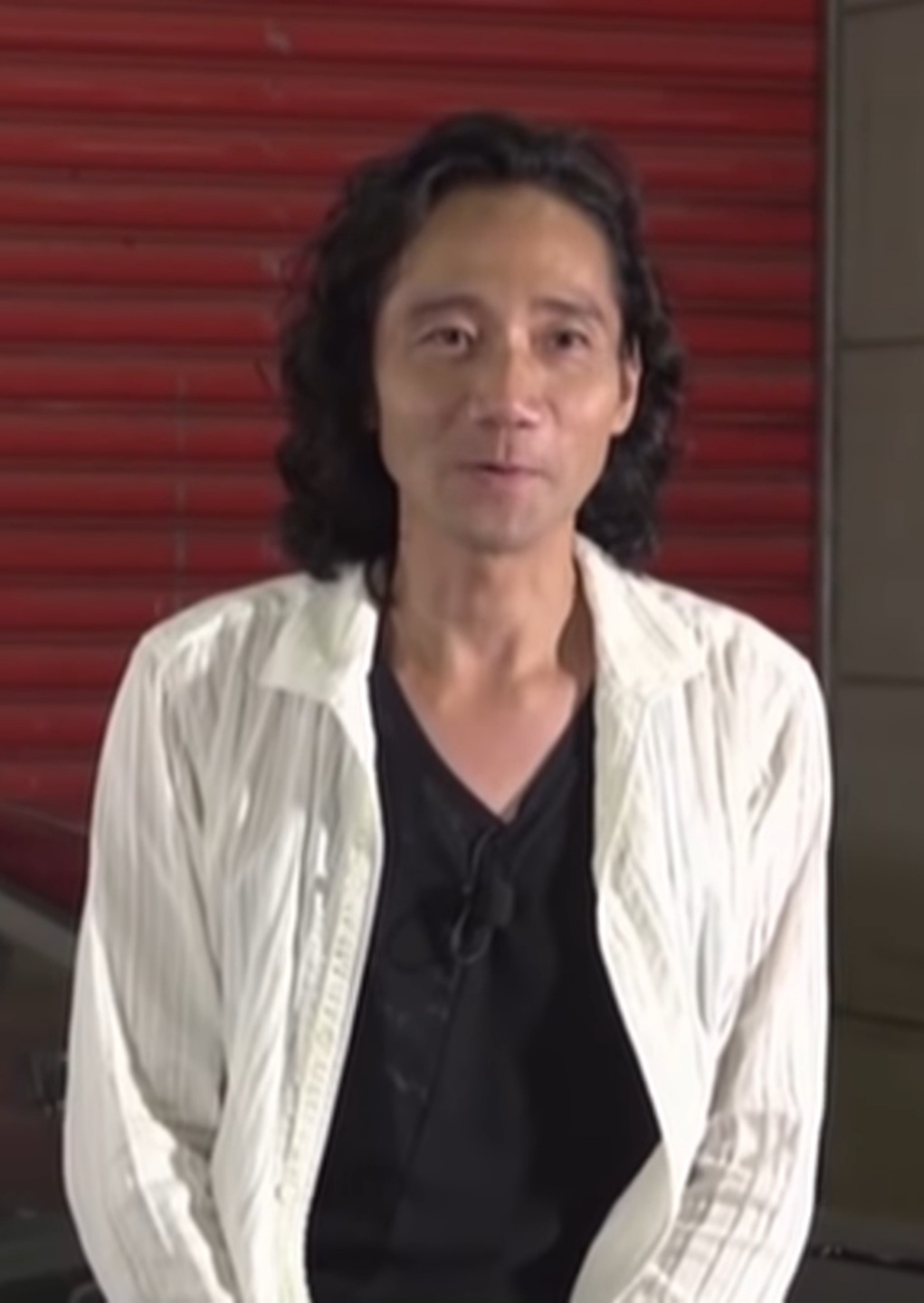
Shin'ichirō Miki, il doppiatore di Roy Mustang in Fullmetal Alchemist: Brotherhood

Prima ancora di iniziare a pubblicare il manga, Arakawa decise già che avrebbe fatto combattere Mustang contro Lust. L'autrice volle infatti che la scena fosse uno dei momenti più "impressionanti" di Mustang in tutta la serie, motivo per cui scelse di farlo apparire sempre calmo e composto in ogni sua apparizione precedente. Poiché Mustang non ebbe nessuna scena "di rilievo" prima dello scontro con Lust, i lettori non rimasero inizialmente colpiti dal personaggio; per far cambiare loro idea, Arakawa ideò la sotto-trama del falso assassinio di Maria Ross e del conseguente intervento di Mustang. Quando King Bradley venne rivelato come antagonista, Arakawa volle differenziare i due personaggi attraverso il modo in cui entrambi trattano i loro subordinati, con Mustang che li vede come non sacrificabili, al contrario di Bradley. La mangaka ebbe dei problemi a trasporre il ciò e fino all'ultimo ebbe timore di non essere riuscita a farlo nel modo corretto.
Quando venne pubblicato il primo manuale relativo alla serie, Arakawa rimase sorpresa dalla quantità di immagini raffiguranti Mustang e suppose che fosse un personaggio "facile da incasinare". Riguardo la popolarità del personaggio, l'autrice disse che, nonostante alcuni fan lo considerarono di bell'aspetto, per lei era poco "sopra la media", soprattutto a causa dell'altezza. Riguardando le bozze disegnate prima della serie, commentò che solo alcune lo raffiguravano con espressioni serie, mentre la maggior parte di esse erano comiche.
Nella prima serie animata, Mustang venne doppiato da Tōru Ōkawa, mentre nella seconda da Shin'ichirō Miki. Nella versione italiana, invece, Mustang è stato doppiato da Gianluca Iacono in entrambe le serie animate e da Daniele Raffaeli nel live-action del 2017.

## Descrizione del personaggio
Roy Mustang è un Alchimista di Stato di 29 anni che lavora per l'esercito di Amestris ed è il superiore di Edward Elric. All'apparenza arrogante e manipolatore, Mustang è un individuo intelligente e capace di adattarsi ad ogni situazione. All'inizio della serie, appare come uno spietato carrierista e donnaiolo. Alla fine, tuttavia, si rivela essere un comandante capace e una figura paterna molto legata ai suoi subordinati, che gli sono incredibilmente leali. Questa sua natura deriva dall'esperienza nella Guerra di Sterminio di Ishval, dove è stato costretto a utilizzare la sua alchimia di fuoco per uccidere pur avendola appresa per salvare vite. Furioso per il suo ruolo nella guerra, Mustang si è deciso a diventare il prossimo leader del paese. Alchimista di livello, indossa degli speciali guanti dotati di cerchi di trasmutazione che gli permettono di generare scintille schioccando le dita. Alterando la densità di ossigeno nell'atmosfera circostante attraverso l'alchimia, può generare fiamme dove desidera e direzionarle con grande precisione.

## Biografia del personaggio
In seguito alla morte del suo miglior amico, il tenente colonnello Maes Hughes, Mustang inizia a indagare segretamente sull'incidente nonostante l'esercito abbia dichiarato chiuso il caso incastrando Maria Ross. Credendo nella sua innocenza, Mustang finge di ucciderla e orchestra la sua fuga da Amestris. Dopo essersi infiltrato in un laboratorio dell'esercito, Mustang uccide Lust, una creatura immortale nota come homunculus, che stava seguendo le sue azioni e tentava di uccidere i suoi sottoposti. Dopo essersi ripreso dalle sue ferite, Mustang scopre che il comandante supremo King Bradley è egli stesso un homunculus e tenta di rivelarlo agli alti ranghi dell'esercito. Questa manovra lo porta a scoprire che tutti i piani alti sono in realtà coinvolti, con Bradley che prende Riza Hawkeye, il braccio destro di Mustang, come propria assistente e spedisce il resto della squadra ad angoli diversi di Amestris per allontanarla da lui.
Mustang viene in seguito contattato dal generale Olivier Armstrong, che intende attaccare la capitale di Amestris, Central City, dopo aver scoperto la corruzione del governo. Si incontra quindi con i suoi sottoposti e insieme attaccano Central City mentre Bradley è via. Mustang affronta successivamente l'homunculus Envy, scoprendo che si tratta dell'assassino di Hughes, e, colmo di rabbia, lo sconfigge e trucida. Viene però fermato da Hawkeye, Edward e Scar prima di poterlo uccidere, convincendosi di non lasciarsi consumare dalla propria sete di vendetta (con l'homunculus che si toglie comunque la vita poco dopo). Più tardi, gli homunculus attaccano Mustang, obbligandolo a utilizzare la propria alchimia per tentare una trasmutazione umana e divenire il quinto sacrificio necessario per il loro piano. Ciò porta Mustang a perdere la vista, pur continuando a combattere grazie alla supervisione di Hawkeye. A battaglia ultimata, tuttavia, il dottor Tim Marcoh si offre di utilizzare una pietra filosofale per ripristinare la sua vista, a patto che prenda parte a una campagna per la ricostruzione di Ishval. Mustang accetta e, nel finale, viene visto come brigadiere generale della regione dell'est.

## Altre versioni

### Anime del 2003
Nel primo anime, Mustang rimane nel quartier generale della regione orientale per tutta la prima parte della serie, finché non viene trasferito a Central City dopo la morte di Hughes. Mentre insegue gli Elric a Liore durante la loro ricerca della pietra filosofale, Mustang scopre che il comandante supremo è un homunculus e cerca di esporlo agli alti ranghi dell'esercito rivelando la verità al suo segretario, Juliet Douglas. Benché Bradley cerchi inviarlo al nord perché muoia in battaglia, Mustang rimane a Central City e raggiunge la villa del comandante supremo, sfidandolo in battaglia e riuscendo a sconfiggerlo. Mentre fugge dalla casa, viene attaccato e ferito da Frank Archer. Hawkeye giunge però in tempo per salvarlo e uccidere Archer.
Ne Il conquistatore di Shamballa, raggiunto in parte il suo obiettivo, cioè il desiderio di porre fine alle numerose guerre, ma non quello di diventare comandante supremo, non si trova più a Central City, ma in desolato avamposto tra la neve della montagna, degradato a soldato semplice e demoralizzato. Ritorna sul campo di battaglia solo dopo essere venuto a conoscenza del nuovo conflitto scoppiato in città, tra l'acclamazione di suoi ex sottoposti, organizzando le difese militari contro l'assedio. Qui, dopo tanto tempo incontra nuovamente Edward prima di separarsene in modo definitivo, e rimane ad Amestris per richiudere il portale tra i due mondi.

## Accoglienza

### Popolarità

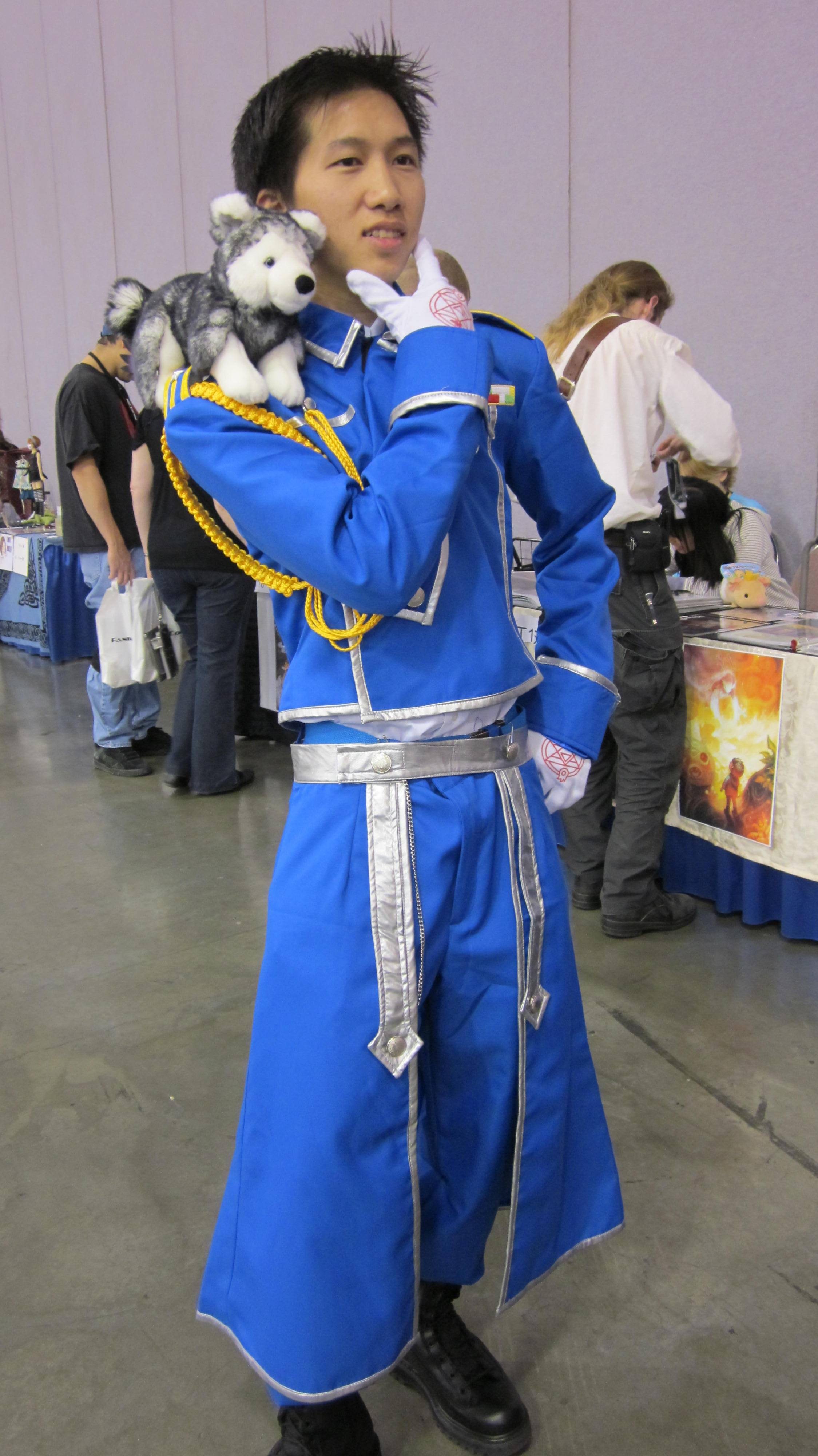
Cosplayer di Roy Mustang al FanimeCon del 2010

Roy Mustang è uno dei personaggi più popolari della serie. In tutti i sondaggi del Monthly Shōnen Gangan è arrivato 2°, dietro solo a Edward Elric. Nel sondaggio del 2007 generico di Oricon, Mustang è arrivato 6° nella categoria "Men's choice". Anche in quello tenuto nel luglio 2009 da Newtype sui migliori personaggi maschili degli anime è arrivato 6°. Nel 2010 è sceso all'8° posto. In un altro sondaggio di Newtype è arrivato 11° tra i personaggi maschili più popolari degli anni '10.  Nel sondaggio tenuto da Nippon Telegraph and Telephone sui migliori personaggi immaginari dai capelli neri è arrivato 11°. In uno tenuto da Anime News Network, è arrivato 3° nella categoria "best guy".
Mustang è stato nominato al 26° e al 27° Anime Grand Prix nella categoria "Personaggio maschile preferito". Shin'ichirō Miki ha vinto al 4° Seiyū Awards per il suo ruolo di Mustang nella categoria "Miglior doppiatore di un personaggio secondario".

### Critica
Il personaggio di Mustang è stato molto apprezzato anche dalla critica. Manga Life ha affermato che Mustang appariva "più maturo" nel manga che non nell'anime. Lori Lancaster di Mania Entertainment invece ha elogiato il suo sviluppo e rapporto con Edward nell'anime, paragonandolo a un "fratello maggiore provocatore ma protettivo". Sakura Eries dello stesso sito ha affermato che Mustang ha "rubato la scena" nel volume 10, elogiando il suo stile di combattimento negli scontri con Lust e Gluttony. Inoltre, quando venne rivelato il suo piano per salvare Maria Ross, Eries ha apprezzato ancor di più Mustang come leader, ritirando i commenti negativi che aveva precedentemente fatto. D. F. Smith di IGN ha commentato la sotto-trama legata a Maria Ross e come abbia sviluppato il personaggio di Mustang rispetto alla prima serie animata, dove compariva invece molto poco. Lydia Hojnacki di PopCultureShock ha considerato Mustang come una delle ragioni principali del suo amore verso la serie, lodando la sua personalità e il suo rapporto con gli Elric.
Dopo aver guardato Fullmetal Alchemist - The Movie: Il conquistatore di Shamballa, Theron Martin di Anime News Network ha notato come, nel momento in cui Mustang "fa il suo drammatico ritorno in un momento di grido", il pubblico in sala sia "completamente impazzito". Jeremy Mullin di IGN ha sperato di vedere la controparte di Mustang in Germania, dal momento che molte controparti di altri personaggi erano già apparse, ma poi ha affermato che ciò "renda più divertente immaginare come possa essere". David Smith dello stesso sito ha sottolineato il suo ruolo e la sua ambizione nella prima serie animata, commentando anche i suoi difetti.
Nella sua pubblicazione, Izabela Lenczowska di Social Communication ha paragonato Mustang ai fratelli Elric, soprattutto nel modo in cui entrambi si riferiscono a individui che conoscono da molto tempo: nel caso di Mustang, Riza Hawkeye, dal momento che si incontrarono prima della Guerra Civile di Ishval e come tale evento abbia influenzato le loro personalità.